# Bureau of International Narcotics and Law Enforcement Affairs

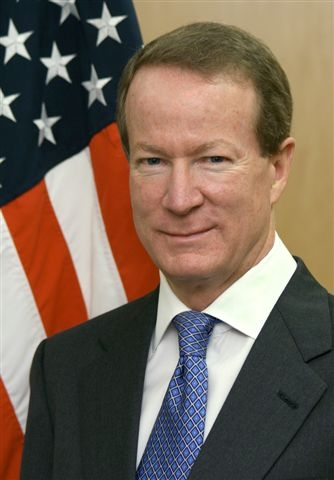
William Brownfield, ex-embaixador em vários países sul-americanos, diretor do BIL.

O Bureau of International Narcotics and Law Enforcement Affairs (INL, Gabinete de Assuntos Internacionais de Aplicação da Lei e Narcóticos) é um organismo dependente do Departamento de Estado dos Estados Unidos, encarregado da prevenção e gestão internacional da política anti-estupefacientes levada a cabo pelo governo dos Estados Unidos.

## Funcionamento
O BIL gere, em colaboração com a DEA, o FBI e outras agências a manutenção da ordem, premiar o auxílio às autoridades e prender traficantes de drogas. Coordena igualmente a Iniciativa de Mérida, acordo feito com o México a fim de ajudar financeira e estrategicamente o combate ao tráfico de drogas.

## Direção
O Bureau of International Narcotics and Law Enforcement Affairs foi criado em 1978 e é dirigido desde janeiro de 2011 por William Brownfield, ex-embaixador em vários países sul-americanos. O organismo tinha 425 empregados e administrou um orçamento anual de 1.6 bilhões de dólares no ano fiscal de 2013.